# José Luis Palacio Muñiz
José Luis Palacio Muñiz (20. května 1870, Tuñana – 25. července 1936, Algodor) byl španělský římskokatolický duchovní, dominikán a mučedník. Katolická církev ho uctívá jako blahoslaveného.

## Život
Narodil se 20. května 1870 v Tuñana (Pola de Siero) a téhož dne byl pokřtěn. Měl bratra kněze a sestru řeholnici.
Když mu bylo tři roky, jeho rodina se přestěhovala do Villabony.
Vstoupil k dominikánům. Teologii a filosofii studoval v Oviedu. Dne 1. ledna 1895 složil v Ocañe řeholní sliby a 22. prosince 1899 byl v Ávile vysvěcen na kněze.
Po vysvěcení odešel na misii do Peru. Zde působil v regionu Urubamba a provincii Madre de Dios. Byl pokorný, zbožný a mírumilovný řeholník.
Kvůli zdraví se připojil k dominikánské provincii San Juan Bautista a v květnu 1910 byl zvolen převorem kláštera svatého Dominika v Arequipě.
Roku 1921 se vrátil do Španělska a byl přidělen do kláštera Rosario v Madridu. Roku 1932 odešel do Ocañi a roku 1935 do Nambrocy.
Po vypuknutí španělské občanské války byl vyhnán milicí z kláštera. Spolu se třemi dalšími bratry (Antonio Varona Ortega, Higinio Roldán Iriberri a Juan Crespo Calleja) byli na cestě vlakem zatčeni a 25. července 1936 u železniční stanice Algodor zastřeleni. Pohřbeni byli na břehu řeky Tajo, na místě zvaném Malecón de Cañete.

## Proces blahořečení
Roku 1961 byl arcidiecézi Madrid zahájen jeho proces blahořečení. Byl zařazen do skupiny 42 mučedníků dominikánů a marianistů.
Dne 26. června 2006 uznal papež Benedikt XVI. jejich mučednictví. Blahořečeni byli 28. října 2007.